# Peng Fei
Peng Fei (kinesiska: 彭飞), född 6 mars 1992, är en kinesisk brottare som tävlar i grekisk-romersk stil.

## Karriär
Peng tävlade för Kina vid olympiska sommarspelen 2016 i Rio de Janeiro, där han blev utslagen i den andra omgången i 85 kg-klassen. Vid olympiska sommarspelen 2020 i Tokyo blev Peng utslagen i åttondelsfinalen i 87 kg-klassen.